# 曽根静夫

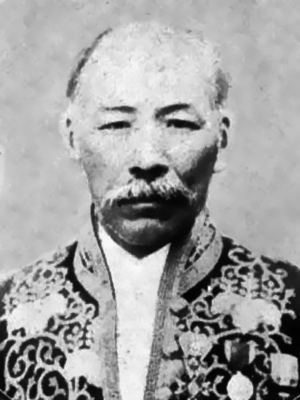
曽根静夫

曽根 静夫（そね しずお、1845年9月4日（弘化2年8月3日） - 1903年（明治36年）5月30日）は、日本の大蔵官僚。大蔵省国債局長、拓殖務省北部局長、台湾総督府民政局長、官選山形県知事、北海道拓殖銀行初代頭取。幼名・三農三郎。

## 略歴
安房国平郡奥山村（のち千葉県安房郡佐久間村奥山、現：鋸南町奥山）で、農業・曽根良助、婦美夫妻の三男として生まれる。農業の傍ら、読み書きを光明寺（佐久間村）住職・貞忍に、算術を高見桂蔵（九重村水岡在住）に学ぶ。その他、剣道も修行した。
明治3年（1870年）頃に上京し、蕎麦屋の出前、医師の書生などとなる。1872年7月13日（明治5年6月8日）、北条県十五等出仕となり、地租改正の試験実施作業を担った。1873年5月、北条県で血税一揆が発生し、その対処に尽力。1876年1月、内務省地理寮九等出仕となり、同年4月、地租改正事務局に転じた。
1877年4月、西南戦争の最中、鹿児島県一等属を命ぜられ赴任。のち租税課長兼庶務課長を務める。1879年3月、内務省地理局御雇となり、新潟県一等属、内務省山林局秋田出張所長などを歴任。1881年4月、山林局が新設の農商務省に移管され同省に異動。
1881年11月、大蔵省に転じ、大蔵権少書記官、主計局総予算決算課長などを務める。大日本帝国憲法施行後の予算編成の方法論について研究し、その確立に貢献した。1893年5月、大蔵省国債局長心得となり、同年11月、国債局長に就任。日清戦争における国債募集に尽力した。
1896年4月、新設の拓殖務省北部局長に就任。上司の高島鞆之助拓殖務大臣から乃木希典台湾総督に推薦され、1897年7月、台湾総督府民政局長に就任。さらに同府財務局長を兼務した。乃木総督の退任に伴い、1898年3月に辞職し離台。同年6月、山形県知事に就任し、1899年4月まで在任した。同年5月、北海道拓殖銀行設立委員を命ぜられ、1900年2月、同行設立後に初代頭取となり、在任中に死去した。

## 栄典
- 1895年（明治28年）10月31日 - 勲四等瑞宝章[1]